# فیل ادواردز (دوچرخه‌سوار)
فیل ادواردز (انگلیسی: Phil Edwards; ۳ سپتامبر ۱۹۴۹ – ۲۴ آوریل ۲۰۱۷) دوچرخه‌سوار اهل بریتانیا بود. وی در بازی‌های المپیک تابستانی ۱۹۷۲ شرکت کرده است.